# بیگ تیکت لیک استیتس (تگزاس)
بیگ تیکت لیک استیتس (به انگلیسی: Big Thicket Lake Estates) یک منطقهٔ مسکونی در ایالات متحده آمریکا است که در تگزاس واقع شده‌است. بیگ تیکت لیک استیتس ۶٫۵ کیلومتر مربع مساحت و ۷۴۲ نفر جمعیت دارد.